# Estágio anal

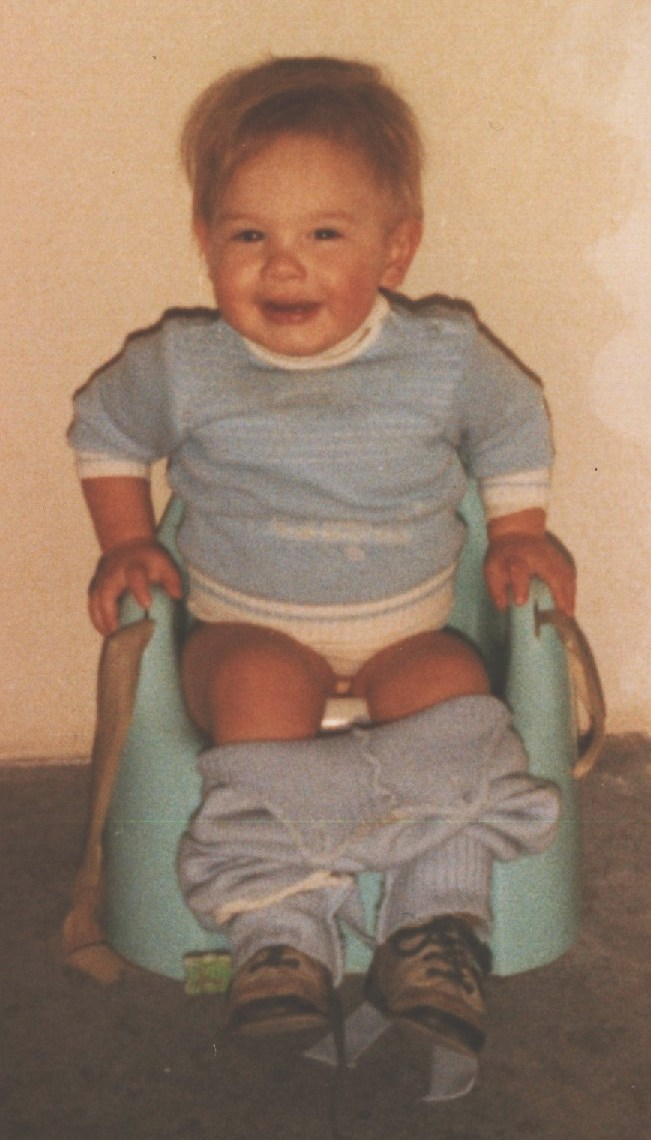
Criança aprendendo a usar o penico, fase do desenvolvimento em que pode ocorrer a fixação anal

O estágio anal é o segundo estágio da teoria do desenvolvimento psicossexual de Sigmund Freud, com duração dos 18 meses aos três anos de idade. De acordo com Freud, o ânus é a zona erógena primária e o prazer é derivado do controle dos esfíncteres da bexiga e do intestino. A principal questão de conflito durante esta fase é o treinamento para o banheiro. Uma fixação neste estágio pode resultar em uma personalidade muito rígida ou muito desordenada.
De acordo com a teoria de Freud, a personalidade se desenvolve por meio de uma série de etapas ao longo da infância. Esses estágios se focam em áreas erógenas. Freud acreditava na libido, a que ele se referia como energia psicossexual. Para Freud, a libido é a força motriz por trás de todo o comportamento humano.
Para obter uma personalidade saudável na vida adulta, todos esses estágios precisam ser completados com sucesso. Se os problemas não forem resolvidos em um estágio, a fixação ocorrerá, resultando em uma personalidade prejudicial.

## Resumo
O estágio anal, na psicologia freudiana, é o período de desenvolvimento humano que ocorre entre um e três anos de idade. Por volta dessa idade, a criança começa a aprender a utilizar o banheiro, o que provoca o fascínio da criança na zona erógena do ânus. A zona erógena concentra-se no controle do intestino e da bexiga. Portanto, Freud acreditava que a libido estava principalmente focada em controlar os movimentos da bexiga e do intestino. O estágio anal coincide com o início da capacidade da criança de controlar seu esfíncter anal e, portanto, sua capacidade de passar ou reter as fezes à vontade. Se as crianças durante este estágio puderem superar o conflito, isso resultará em um sentimento de realização e independência.

## Conflito
Este é o segundo estágio dos estágios psicossexuais de Freud. Este estágio representa um conflito com o id, ego e superego. A criança é abordada com este conflito com as demandas dos pais. A conclusão bem-sucedida desta etapa depende de como os pais interagem com a criança durante o treinamento do banheiro. Se um pai elogia a criança e dá recompensas por usar o banheiro corretamente e nos momentos certos, a criança passará pela fase com sucesso. No entanto, se um pai ridiculariza e pune uma criança enquanto ela está nesse estágio, a criança pode reagir de maneiras negativas.

## Papel dos pais
Como mencionado antes, a capacidade de as crianças serem bem-sucedidas nesta etapa depende exclusivamente de seus pais e da abordagem que usam para o treinamento do banheiro. Freud acreditava que os pais deveriam promover o uso do treinamento higiênico com elogios e recompensas. O uso de reforço positivo após o uso do banheiro nos momentos apropriados estimula os resultados positivos. Isso ajudaria a reforçar a sensação de que a criança é capaz de controlar sua bexiga. Os pais ajudam a tornar o resultado deste estágio uma experiência positiva que, por sua vez, levará a um adulto competente, produtivo e criativo. Este estágio também é importante nas futuras relações da criança com figuras de autoridade.
De acordo com a Teoria Psicossexual de Freud, os pais precisam ter muito cuidado em como reagem a seus filhos durante esse estágio sensível. Durante este estágio, as crianças testam seus pais, as figuras de autoridade, sobre quanto poder eles realmente têm, em oposição a quanto espaço a criança tem para tomar suas próprias decisões.

## Personalidade anal-retentiva
As reações negativas de seus pais, como o treinamento precoce ou severo com o banheiro, podem levar a criança a se tornar uma personalidade anal-retentiva. Se os pais tentaram forçar a criança a aprender a controlar seus movimentos intestinais, a criança pode reagir deliberadamente segurando-se em rebelião. Eles se transformarão em um adulto que odeia bagunça, é obsessivamente arrumado, pontual e respeitoso com a autoridade. Esses adultos às vezes podem ser teimosos e ter muito cuidado com seu dinheiro.

## Personalidade anal-expulsiva
O oposto desses adultos seria adultos anal-expulsivos. Esses adultos passaram por um treinamento de higiene pessoal liberal, em oposição à reação acima. Esses adultos, quando crianças, geralmente se aliviam em momentos inapropriados. Quando crianças, sujavam as calças sempre que desejavam rebelar-se contra o uso do banheiro. Eles não gostavam de ser ordenados como e quando deveriam usar o banheiro. Esses adultos vão querer compartilhar as coisas com seus colegas e distribuir as coisas. Às vezes, eles podem ser confusos, desorganizados e rebeldes. Eles também serão inconsiderados dos sentimentos dos outros.
No entanto, uma criança que tenha completado com sucesso esta etapa será caracterizada como tendo usado técnicas apropriadas de treinamento de toalete nos anos de treinamento de toalete e passará com sucesso para a próxima etapa dos estágios de desenvolvimento psicossexual de Freud. Embora o estágio anal pareça ser sobre o treinamento adequado do toalete, trata-se também de controlar comportamentos e impulsos. Uma criança precisa aprender certos limites quando é jovem, para que no futuro não haja discordância sobre o que é extrapolar os limites.

## Relação com a psicologia cognitiva
De acordo com o campo da psicologia cognitiva, o estágio anal de Freud se enquadra na categoria de estados mentais internos. Esses estados mentais internos estão se referindo a crenças, ideias, motivações e conhecimentos. Freud também revolve a base de seus estágios em torno dessas ideias principais. O resultado de uma criança concluir ou não esta fase com sucesso tem muito a ver com o conhecimento que a criança tem do seu passado com a sua experiência de treinamento de banheiro, a motivação que ele ou ela recebeu dos pais durante o estágio e a própria crença da criança em como eles devem reagir à situação. A psicologia cognitiva também se concentra e estuda como as pessoas percebem, lembram e aprendem seus arredores, ambientes e experiências. Essas são as três principais razões pelas quais uma criança se tornará anal-retentiva ou anal-expulsiva depois da infância.